# Flemming Erichsen
Flemming Aarup Erichsen (født 11. april 1951) er en dansk politiker fra Socialdemokratiet, der var borgmester i Korsør Kommune fra 1991 til kommunens nedlæggelse i 2006.
Erichsen blev valgt som suppleant til byrådet i Korsør Kommune ved kommunalvalget i 1985 og fik plads i byrådet i 1988. I 1991 afløste han den siddende borgmester, partifællen Povl Mortensen, der havde været borgmester siden 1978. 
Med næsten seksten år som borgmester er Flemming Erichsen den længstsiddende borgmester i Korsør siden 1917. Efter kommunesammenlægningen i 2007 fortsatte han som menigt medlem af byrådet i Slagelse Kommune, hvilket han stadig er.
I 2019 modtog Flemming Erichsen ridderkorset, der blev overrakt af nuværende borgmester i Slagelse Kommune, John Dyrby Paulsen.